# Rhynchozoon zealandicum
Rhynchozoon zealandicum is een mosdiertjessoort uit de familie van de Phidoloporidae. De wetenschappelijke naam van de soort is voor het eerst geldig gepubliceerd in 2009 door Gordon.